# 합천 벽한정
합천 벽한정(陜川 碧寒亭)은 대한민국 경상남도 합천군 용주면에 있는, 고령 박씨인 무민당 박인(1583∼1640) 선생이 학문을 닦고 연구하던 곳으로, 성리학을 연구하는 유학자들을 위해 지은 정자이다.
1996년 3월 11일 경상남도의 문화재자료 제233호 벽한정으로 지정되었다가, 2018년 12월 20일 현재의 명칭으로 변경되었다.

## 개요
벽한정은 고령 박씨인 무민당 박인(1583∼1640) 선생이 학문을 닦고 연구하던 곳으로, 성리학을 연구하는 유학자들을 위해 지은 정자이다.
박인 선생은 관직에 뜻을 두지 않고 시골에서 은거행활을 하던 선비로, 덕망과 학식과 충절이 뛰어났다.
인조 17년(1639)에 세운 정자의 규모는 앞면 3칸·옆면 2칸이며, 지붕은 옆면에서 볼 때 여덟 팔(八)자 모양인 팔작지붕으로 꾸몄다. 왼쪽과 앞쪽 전체에 마루를 깔았으며, 건물 둘레는 조각한 난간으로 꾸몄다.

## 참고 문헌
- 합천 벽한정 - 국가유산청 국가유산포털